# Dominique Brun
Dominique Brun po mężu Maaoui (ur. 7 maja 1964 w Mareuil) – francuska judoczka. Uczestniczka igrzysk olimpijskich w Seulu 1988, gdzie zajęła drugie miejsce w wadze półlekkiej, w turnieju pokazowym.
Mistrzyni świata w 1986, trzecia w 1987, siódma w 1989. Startowała w Pucharze Świata w 1989. Zdobyła sześć medali na mistrzostwach Europy w latach 1986 - 1989, w tym dwa w drużynie. Mistrzyni Francji w 1984, 1986 i 1988 roku.

## Letnie Igrzyska Olimpijskie 1988
| Konkurencja | Eliminacje              | Finały                  | Finały                | Klas. końcowa |
| Konkurencja | Przeciwnik I            | 1/2                     | Finał                 | Miejsce       |
| ----------- | ----------------------- | ----------------------- | --------------------- | ------------- |
| 52 kg       | Khadija Haouati (MAR) Z | Kaori Yamaguchi (JPN) Z | Sharon Rendle (GBR) P | 2.            |